# بیدهای لباس
بیدهای لباس (نام علمی: Tineola)، یک سرده از بیدها از خانواده شاپرکان قارچ‌خوار است. دو گونه وجود دارد، از جمله گونهٔ آشنای بید لباس معمولی (T. bisselliella) است.
- Tineola anaphcola Gozmány، ۱۹۶۷
- Tineola bisselliella (Hummel، ۱۸۲۳) - بید لباس معمولی، شب‌پره لباس‌های بافته